# 斯里伦布尔
斯里伦布尔（Srirampur），是印度西孟加拉邦Purba Bardhaman县的一个城镇。总人口17715（2001年）。

## 人口
该地2001年总人口17715人，其中男性8967人，女性8748人；0—6岁人口1882人，其中男942人，女940人；识字率70.30%，其中男性为77.15%，女性为63.27%。